# Kazbegi (gmina)
Gmina Kazbegi (gruz. ყაზბეგის მუნიციპალიტეტი) – jednostka administracyjna należąca do Mccheta-Mtianetii w Gruzji. Siedzibą gminy jest miasto Kazbegi. 

## Położenie
Gmina położona jest w północnej części Mccheta-Mtianetii, a jednocześnie w północno-wschodniej części Gruzji.

## Ludność
Na podstawie danych statystycznych z 2024 roku gminę Kazbegi zamieszkiwało 3 800 osób. 